# Winifred Cullis
Pour les articles homonymes, voir Cullis.
Winifred Cullis (2 juin 1875 - 13 novembre 1956) est une physiologiste et universitaire britannique, première femme titulaire d'une chaire dans une faculté de médecine au Royaume-Uni.

## Biographie
Née à Gloucester, Winifred est la cinquième des six enfants de Frederick John Cullis, ingénieur civil, et de Louisa née Corbett. Son frère Cuthbert Edmund Cullis est mathématicien. La famille s'installe à Birmingham en 1880. Elle fait ses études secondaires à la Summer Hill School, puis au lycée de filles King Edward VI de Birmingham et suit des cours de sciences au Mason College.
Elle poursuit ses études au Newnham College de Cambridge en 1896, grâce à une bourse Sidgwick, et obtient une mention bien aux deux parties des tripos en sciences naturelles (1899 et 1900). Cambridge ne remet pas de diplômes aux femmes à cette époque, mais l'université lui décerne une maîtrise en 1927. Elle soutient une thèse de doctorat en sciences à l'université de Londres en 1908, intitulée Experiments upon the isolated mammalian heart, especially with regard to the action of defibrinated blood upon it.
Cullis commence sa carrière au Royal College of Surgeons et au Royal College of Physicians en 1901 en tant qu'assistante de Thomas Gregor Brodie, tout en travaillant à temps partiel dans une école. Elle est ensuite nommée démonstratrice en physiologie à la London School of Medicine for Women la même année 1901. Elle est nommée assistante en 1903, puis conférencière à temps partiel en 1908,. En 1912, elle est nommée maître de conférences et chef de département. En 1916, après la mort de Thomas Gregor Brodie, elle le remplace durant une année comme professeure intérimaire à l'université de Toronto. Elle est nommée professeure de physiologie à l'université de Londres en 1919. Elle devient ainsi la deuxième femme titulaire d'une chaire universitaire au Royaume-Uni,.. Elle est professeure émérite en 1941.
En 1915, Cullis était l'une des cinq premières femmes élues membres de la Physiological Society et elle siège au comité de la société de 1918 à 1925. Elle préside le congrès de la société de 1920. Elle est membre fondatrice de la British Federation of University Women dont elle est présidente de 1925 à 1929, et membre de la Fédération internationale des femmes diplômées des universités (FIFDU) qu'elle préside de 1929 à 1932.
Ses recherches en physiologie portent sur les mécanismes de sécrétion de l'urine et des échanges gazeux dans le cœur et dans l'intestin. Elle s'est également impliquée dans l'enseignement des sciences aux niveaux national et international. Durant la Seconde Guerre mondiale, elle est directrice  de la section féminine des services d'information britanniques à New York, de 1941 à 1943, puis elle donne des conférences destinées à la Royal Air Force au Proche-Orient en 1944-1945.
Elle meurt le 13 novembre 1956 à son domicile de Pembridge Square, à Londres.

## Publications
- The Body and its Health, avec Muriel Bond (1935).
- Your Body and the Way it Works (1949).

## Honneurs et distinctions
Elle est commandeur de l'Empire britannique (CBE) en 1929.
Elle est présidente de la British Federation of University Women (1925-1929) et de la Fédération internationale des femmes diplômées des universités (FIFDU) (1929-1932. La FIFDU crée un prix en son honneur.
Cullis a reçu des doctorats honoris causa du Vassar College (1919), du Goucher College (1931) et de l'université de Birmingham (1955).